# Приволжская возвышенность
Приво́лжская возвы́шенность — возвышенность, часть Восточно-Европейской равнины, расположенная на правом (западном) берегу Волги и протянувшаяся от Нижнего Новгорода на севере до Волгограда на юге. На западе ограничена Окско-Донской равниной (Тамбовская равнина). На большей части территории возвышенность сложена сравнительно легко разрушаемыми горными породами: песками, глинами, мергелями, мелами, опоками, относящимися к юре, мелу и палеогену. В районе Самарской луки, а также на отдельных локальных участках (близ Саратова и др.) выходят более прочные и древние отложения — каменноугольные и пермские известняки и доломиты. Среди палеогеновых отложений имеются бронирующие слои крепких песчаников. Кристаллический фундамент глубоко опущен (более 800 м).

## Рельеф

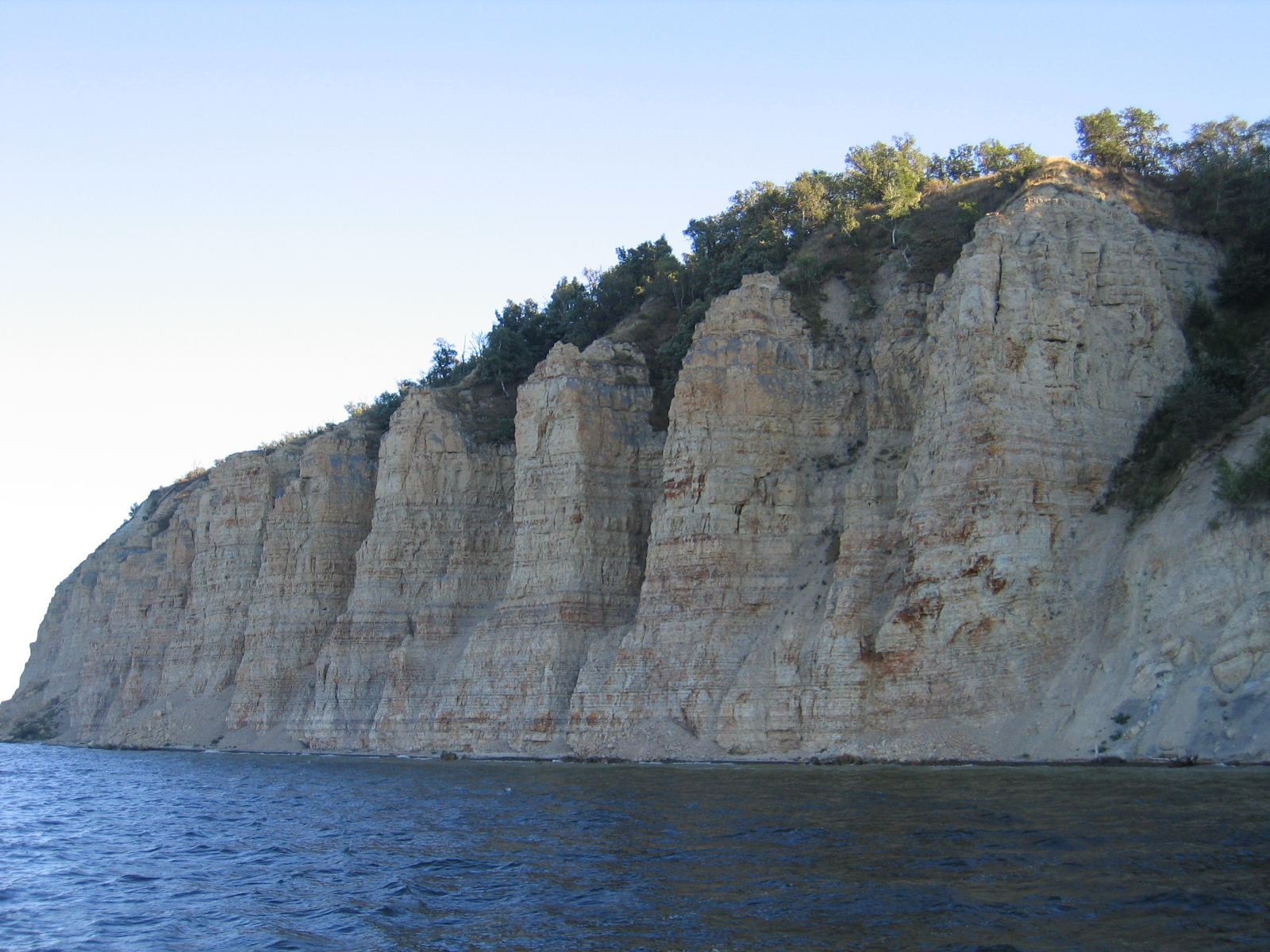
Столбичи, правый берег Волги — природный парк Щербаковский, Волгоградская область

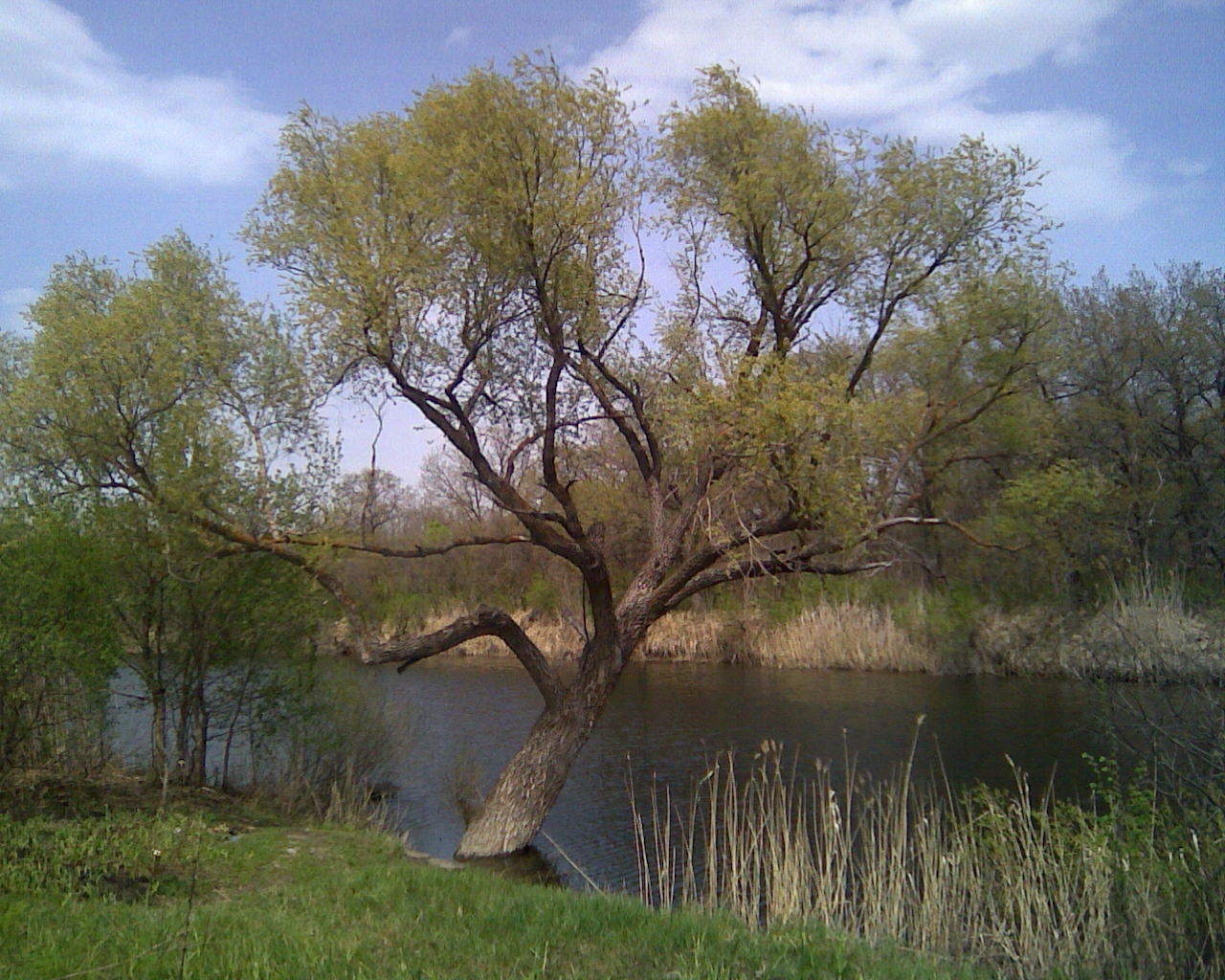
Река Иловля

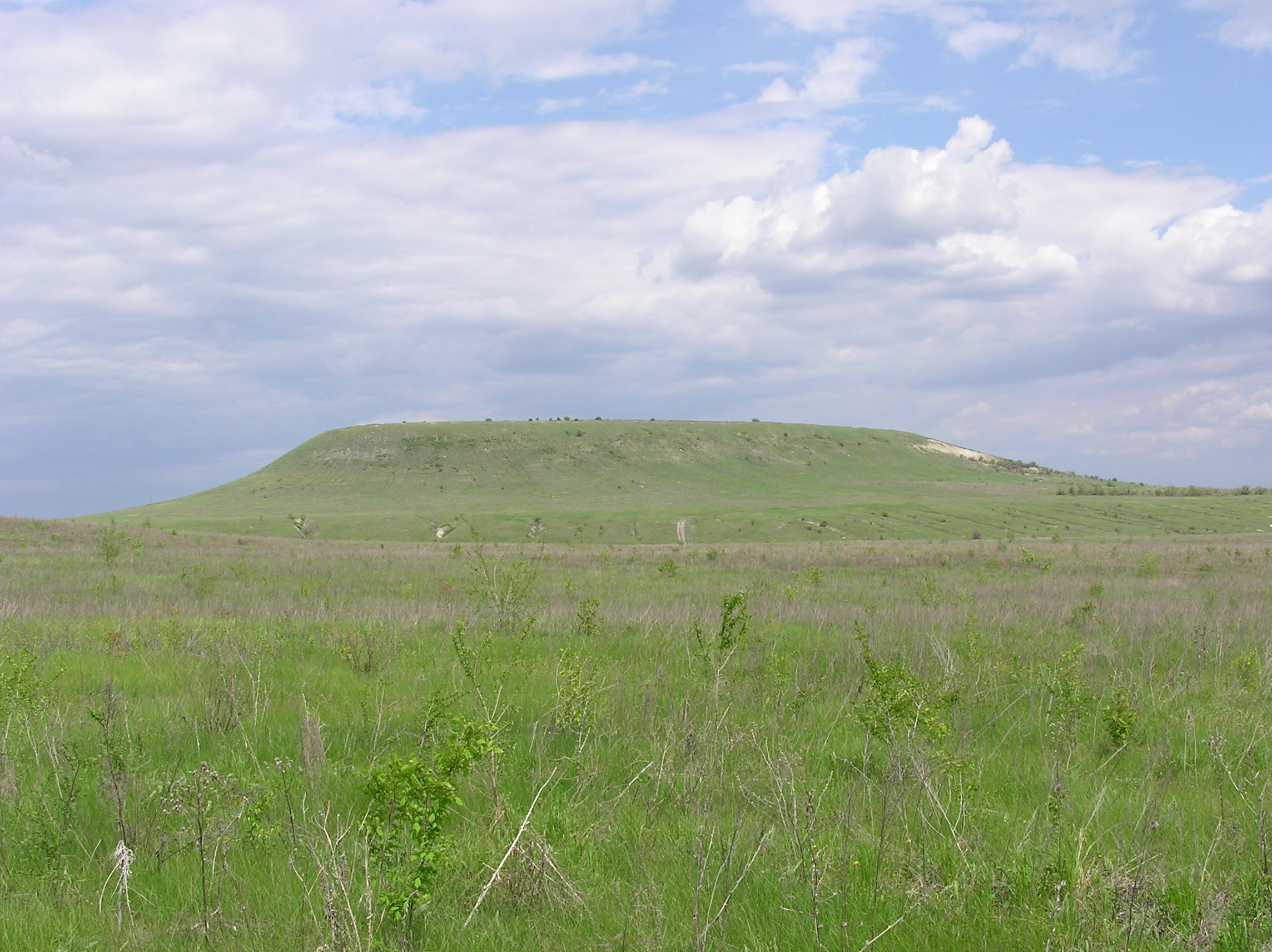
Буданова гора, Саратовская область

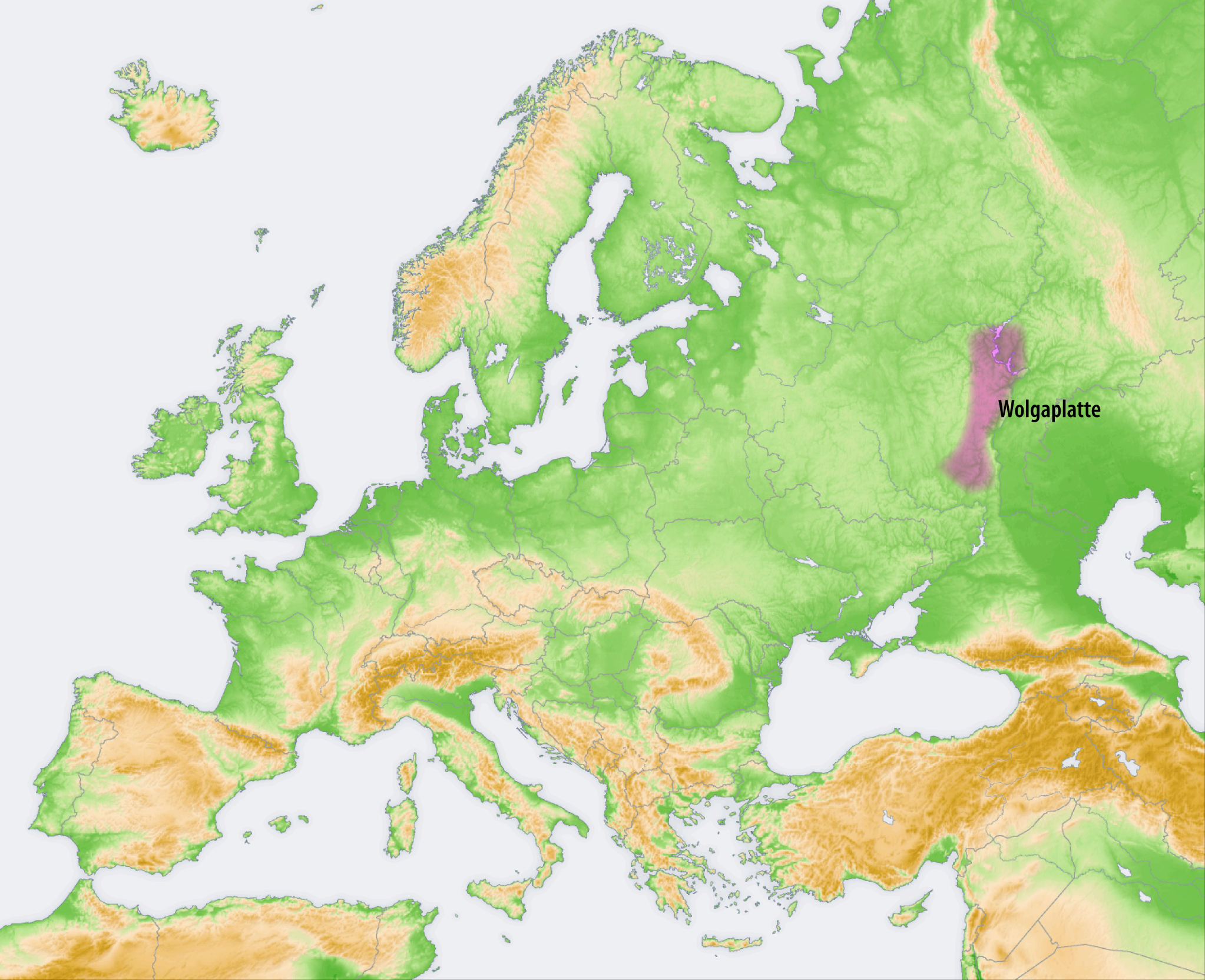
Расположение Приволжской возвышенности на карте Европы

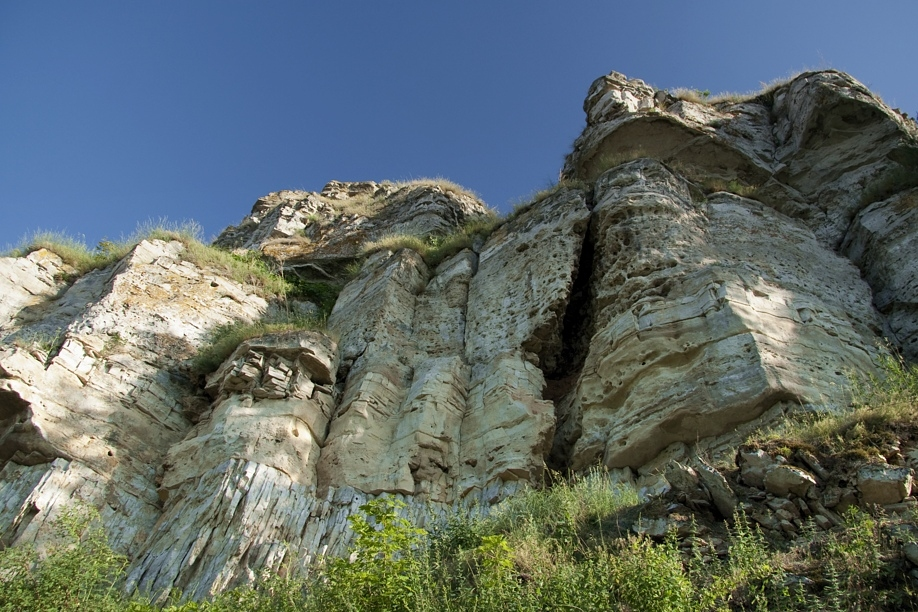
Жигули, Самарская область

Приволжская возвышенность круто, местами уступами, обрывается к Волге и полого снижается к Окско-Донской низменности. Приволжскую возвышенность, особенно её волжский склон, рассекают многочисленные балки и овраги, создавая сильную пересечённость местности. Отдельные части высокого волжского склона называют горами. Местами широкое развитие получили карстовые формы рельефа. Территория сильно распахана.
В северной части Приволжской возвышенности, где её окаймляет широтный отрезок Волги, преобладают высоты 150—180 м. По направлению к югу высоты увеличиваются и на широте Ульяновска достигают во многих местах 200 м, а южнее — в верховьях Суры, а также в Жигулях — отдельные возвышенности превышают 300 м. Их площади увеличиваются к верховьям Медведицы. Наивысшая точка Приволжской возвышенности — 381 м — расположена в Жигулёвских горах, в непосредственной близости от Волги. Аналогичные высоты имеются в Хвалынских горах (369 м), в Гуссельском кряже севернее Камышина (359 м). Южнее Камышина Приволжская возвышенность постепенно снижается, и у Волгограда основной фон создают поверхности с высотами в 125—130 м. Ширина Приволжской возвышенности в северной её части значительно больше, чем в южной. На широте Жигулей с востока на запад она тянется более чем на 500 км, в то время как у Волгограда её ширина не превышает 60 км.

## Гидрография
По Приволжской возвышенности проходит Волжско-Донской водораздел. В северной части возвышенности водораздельная линия отстоит далеко от Волги — западнее Суры. В южной части она подходит к реке почти вплотную, так что волжский склон и донской оказываются развитыми чрезвычайно неодинаково. На Приволжской возвышенности берут начало или протекают такие крупные реки, как Сура, Свияга, Мокша, Хопёр, Медведица, Иловля и ряд более мелких..

## Полезные ископаемые
Полезные ископаемые: нефть, горючие газы и сланцы, фосфориты, стройматериалы.